# Meer van Annecy
Het Meer van Annecy (Frans: le Lac d'Annecy) ligt in Haute-Savoie en is bekend om zijn zuiverheid.
Naar volume is het meer het tweede van Frankrijk, na het Meer van Bourget als het Franse deel van het Meer van Genève buiten beschouwing gelaten wordt. Het meer werd ongeveer 18.000 jaar geleden gevormd door de grote gletsjers in de Alpen van de laatste ijstijd.
Het meer wordt gevoed door een aantal beekjes die ontspringen in de omringende bergen, zoals de Ire, de Eau morte, de Laudon, de Bornette en de Biolon, en door een krachtige ondergrondse bron de Boubioz.
Het meer wordt omringd door het Massif des Bornes (la Tournette - 2351 m, les Dents de Lanfon, les monts Veyrier et Baron) en in westen door het Massif des Bauges (le Semnoz, le Roc des Boeufs). In het noorden bevindt zich de stad Annecy - Annecy-le-Vieux en in het zuiden het dal naar Faverges die de voortzetting van de Bout-du-Lac vormt.
Het meer watert af in de Thiou en in het kanaal van Vassé, die weer samenkomen en de Fier voeden op 1500 m ten noordwesten van Annecy. Op zijn beurt komt de Fier uit in de Rhône.
Het meer is een druk bezochte toeristenbestemming en er wordt veel watersport bedreven.

## In cijfers
- Oppervlak: 2759 hectare = 27,59 km².
- Lengte: 14,6 km.
- Breedte: van 800 m tussen Duingt en le Roc de Chère tot 3350 m tussen Veyrier en Sévrier.
- Omtrek: 38 km.
- Hoogte: 446,80 m gemiddeld bij Bout-du-Lac en 446,40 m gemiddeld bij Annecy.
- Inhoud: 1.124.500.000 m³
- Gemiddelde diepte: 41,5 m
- Grootste diepte:
  - 80,6 m bij la Puya, in het noordwesten, bij de onderwaterbron van Boubioz
  - 64,7 m in het grote meer (noordelijk bekken)
  - 55,2 m in het kleine meer (zuidelijk bekken)
- Verversingstijd: 4 jaar
- Gemiddelde watertemperatuur: 6 °C in januari en 22 °C in juli
- Afwatering: het meer stort in normale tijden 8 m³/s water in de Thiou maar dit schommelt tussen 4 m³/s en 40 m³/s.

## Vertier, sport en cultuur

### Het meerfeest
Begin augustus wordt er ieder jaar een groots vuurwerk gehouden tijdens het Fête du Lac. Het vuurwerk wordt boven het meer afgeschoten tegenover Pâquier te Annecy. Er zijn tribunes voor betalende toeschouwers, maar vanaf hogere plekken en de omliggende plaatsen is het ook goed te zien.

### Het regionale observatorium van de alpinemeren
Dit 'observatorium' bevindt zich in het kasteel van Annecy dat als museum fungeert. Het is een tentoonstelling over de meren in de Franse Alpen en meer in het bijzonder het meer van Annecy. Er wordt een overzicht gegeven van de verschillende soorten meren, hun bevolking, fauna en flora. Ook prehistorische vondsten van de rand van het meer worden getoond.

### Sport
Op 23 juli 2009 werd de 18e etappe van de Ronde van Frankrijk 2009 rond het Meer van Annecy verreden. Het betrof een individuele tijdrit van 40 km. Vanaf de Col de la Forclaz kan er richting het meer de sporten zeilvliegen en parapente worden uitgeoefend. Van de laatste sport, parapente, hebben er al meerdere malen hiervandaan wereldbekerwedstrijden plaatsgevonden.

### De schilders
Het meer van Annecy heeft al lange tijd een aantrekkingskracht uitgeoefend op de bedrijvers van de beeldende kunsten, vooral de schilderkunst. Er heerst een bijzonder, veranderlijk en op het water weerkaatsend licht dat schilders inspireert.

## De natuurlijke omgeving

### De redding van het meer
In de jaren 50 werd het meer bedreigd door eutrofiëring ten gevolge van de toevloed van afvalwater uit de nederzettingen langs de rand van het meer. Hoewel sommigen daarin een 'natuurlijk' proces zagen, de 'prijs van de vooruitgang' die men aanvaarden moest, werd er vooral door toedoen van dr. Paul Servettaz de alarmbel geluid. Acht gemeenten besloten het voortouw te nemen om hun meer te beschermen. In 1957 werd de SILA (Syndicat intercommunal du lac d'Annecy) opgericht die op 1 januari 2001 is omgezet in het Syndicat mixte du lac d'Annecy (SMLA). Deze organisatie omspant 10 intercommunale groepen die 113 gemeenschappen vertegenwoordigen met een gemeenschappelijke bevolking van 250.000.
In 1957 werd het eerste waterzuiveringsstelsel gebouwd, compleet met opvangbekkens, pompstation en zuiveringsstation. In 1994 werd een nieuwe rioolwaterzuiveringsinstallatie in gebruik genomen. Het meer ontvangt nu nog slechts regenwater en water uit de erin uitkomende waterlopen.

### De fauna

#### Vogels

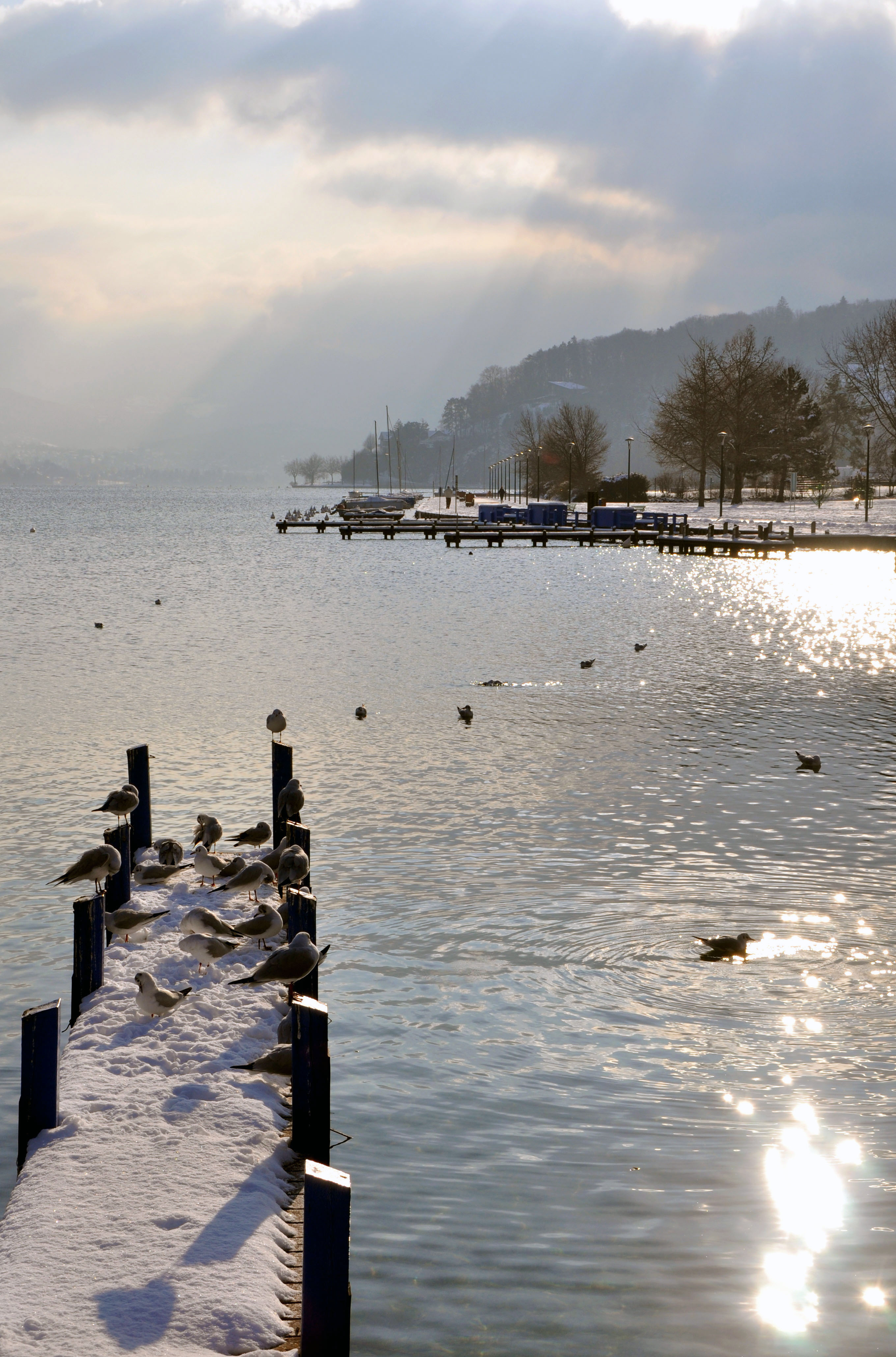
Kokmeeuwen bij het meer van Annecy

Er leeft een groot aantal vogelsoorten op en rond het meer, waaronder: 
- eenden: er zijn een aantal soorten
- zwanen
- aalscholver
- meerkoet
- grote zeemeeuw
- fuut
- reiger
- ijsvogel
- grote zaagbek
- kokmeeuw (aanwezig, maar nestelt daar niet)[1]

#### Vissen
- alver
- beekforel en meerforel
- Salaria fluviatilis (een soort naakte slijmvis)
- brasem en kolblei
- karper
- riviergrondel (of andere soort grondel)
- kwabaal
- grote marene
- rivierdonderpad (mogelijk andere soort)
- beekridder
- baars
- snoek
- blankvoorn
- zeelt

### Flora
De natuurreservaten zijn het tehuis voor een grote verscheidenheid aan plantensoorten. In Bout-du-Lac heeft men 476 soorten geteld waaronder 17 soorten orchideeën, en in Roc de Chère, zijn er 508 plantensoorten waarvan 28 orchideeën.

### Natuurreservaten

#### Bout-du-Lac
Gelegen aan het zuidpuntje van het meer is dit reservaat sinds 1974 een oase van rust van 84 ha. Het is een moeras dat vroeger als overloop voor de wisselende waterstanden van het meer diende. Er wonen koeten, futen, wilde eenden en ook de in 1980 nog bedreigde grote zaagbek is met ettelijke koppels inmiddels goed vertegenwoordigd.

#### Roc de Chère
Dit beschermde gebied van 69 ha is gelegen op de rand van het meer, en maakt deel uit van de gemeenschap Talloires. De Chère is een rotspunt waar de gletsjer die gedurende de ijstijd uit het zuiden oprukte wel aan geknaagd heeft maar niet geheel heeft weggeslepen. Het gebied is in totaal 200 hectare groot,waarvan een belangrijk deel sinds 1953 wordt gebruikt als golfterrein. Deze plaats vormt de overgang van het bekken van het kleine naar dat van het grote meer. Het reservaat dat er sinds 1978 is, beschermt vooral de bijzondere flora.

### Milieuproblemen

#### De eendenvlo
Sinds 1994 is er een microscopische larve, de 'eendenvlo' in het meer opgedoken die door de huid van de mens dringt en daar een onderhuidse ontsteking veroorzaakt. De levenskringloop van deze parasiet omvat slakken die door vogeluitwerpselen besmet worden. De larve verlaat deze gastheer om weer over te gaan op vogels, vooral eenden. Het wijfje legt eieren die weer via de uitwerpselen in het meer komen. De mens is een toevallige gastheer en de larven gaan snel dood als de mens besmet wordt, maar het veroorzaakt wel een aantal weken jeuk. De overlast die deze parasiet vooral bij baders veroorzaakt, heeft ertoe geleid dat aan het gehele meer van Annecy het op straffe van een boete niet is toegestaan de eenden te voederen. De eendenpopulatie wordt om deze reden in de winter door jagers gedecimeerd.

## Plaatsen rond het meer
- Annecy
- Annecy-le-Vieux
- Doussard
- Duingt
- Lathuile
- Menthon-Saint-Bernard
- Saint-Jorioz
- Sévrier
- Talloires
- Veyrier-du-Lac